# عمار سولويف
عمار سولويف (7 يناير 1976 - 27 يونيو 2016) فنانًا أرمنيًا في فنون القتال المختلطة. بعد مسيرته في فنون القتال المختلطة، زُعم أن سولويف انخرط في عالم الجريمة المنظمة وتم القبض عليه واتهامه بأنه قاتل مأجور. توفي بسرطان المعدة في يونيو 2016. خلال مسيرته المهنية، قاتل لصالح اتحادات يو إف سي، و بطولة برايد فايتنغ، و قفص الغضب، و إم-1 غلوبل.
استخدم سولويف أول استخدام مسجل لحركة الخضوع التي أصبحت تُعرف باسم حركة سولويف ستريتش في انتصاره عام 2002 على بول كاهون. تم استخدام الإمساك، وهو نوع من تثبيت الركبة يتم تطبيقه من وضع التحكم الخلفي، بشكل فعال من قبل مقاتلي فنون القتال المختلطة بما في ذلك كيني روبرتسون، وألجامين ستيرلينج، وزابيت ماجوميدشاريبوف. وقد تم استخدامه أيضًا من قبل المصارع جوش سيسنيروس.

## خلفية
وُلِد سولويف في عائلة كردية يزيدية في تاشير، جمهورية أرمينيا السوفيتية الاشتراكية (أرمينيا حاليًا).

## مسيرة فنون القتال المختلطة
كان سولويف لاعب كيك بوكسينغ ومصارع يوناني روماني سابق، وتم تجنيده من قبل الفريق الروسي نادي الشيطان الأحمر الرياضي وشارك لأول مرة في الترويج الوطني إم-1 غلوبل في عام 1999، وخسر أمام أندريه سيمينوف بواسطة Armbar. وانتقم سولويف لاحقًا لهزيمته بخنق سيمينوف في البرازيل في بطولة World Vale Tudo، وفاز ببطولة WVC 11 للوزن المتوسط في هذه العملية.

### بطولة القتال النهائي
في يو إف سي 35، جاء سولويف للقتال في منظمة فنون القتال المختلطة الرائدة في الولايات المتحدة حيث واجه بطل الوزن الخفيف الثقيل تشاك ليديل. وصلت المعركة إلى قرار، حيث تم منح ليدل الفوز بالنقاط. كانت المعركة حامية الوطيس وأظهر سولويف مستوى مهارته في رياضة الكيك بوكسينج حيث تجنب ضربات القوة المميزة للمقاتل الأمريكي المخيف. وعلى الرغم من الخسارة، كان عمار واحدًا من سبعة مقاتلين فقط تمكنوا من التغلب على ليدل في المباراة النهائية. دعته يو إف سي مرة أخرى في يو إف سي 37 للقتال مع فيل باروني، حيث وجه له سولويف ضربة ركبة مثيرة للجدل بينما كان باروني على ركبتيه ينهض، وبعد فترة وجيزة من وقفتهما من قبل الحكم، وجه باروني سلسلة من اللكمات التي أوقفت سولويف.

### بطولة برايد للقتال
بعد فترة قصيرة في UFC، عاد سولويف إلى إم-1 غلوبل للمشاركة في عدد قليل من المعارك قبل القفز إلى بطولة برايد فايتنغ اليابانية للترويج لـ فنون القتال المختلطة. كانت أولى معاركه في برايد ضد بطل الجيو جيتسو البرازيلي دين ليستر، والتي انتهت بفوز عمار بقرار. كانت معركته التالية ضد مقاتل جيو جيتسو آخر يحظى بتقدير كبير وهو باولو فيليو، ومع ذلك، في هذه المعركة، وعلى الرغم من بعض العدوان والنجاح النسبي في الضرب على القدمين، أثبت فيليو أنه المصارع الأفضل بكثير، حيث حصل على انتصار الخضوع. واجه موريلو بوستامانتي، المقاتل البرازيلي الأول في فريق توب تيم، سولويف في ظهوره التالي في برايد، وفي هذه المناسبة، تمكن سولويف من الحفاظ على القتال قائما إلى حد كبير، حيث قادته خلفيته القوية في رياضة الكيك بوكسينغ إلى النصر. في مباراته الأخيرة في بطولة برايد، كان دينيس كانج هو خصمه، ومثل مباراته ضد فيلهو، لم ينجح سولويف في تجنب الاستسلام بمجرد وصول المباراة إلى الحلبة.

## اتهامات جنائية
بعد انتهاء مسيرته في فنون القتال المختلطة، ورد أن سولويف ذهب للعمل في شركة أمنية خاصة تدعى VAN. كانت الشركة مرتبطة بسيرجي زيرينوف، رجل الأعمال وعضو الجمعية التشريعية لإقليم كراسنودار وعضو حزب روسيا المتحدة الذي يرأسه الرئيس فلاديمير بوتن. وقيل إن سولويف كان يعمل حارسًا أمنيًا لزيرينوف، وكان ينفذ مهام نيابة عنه.
وفقًا للاتهامات اللاحقة، أدار زيرينوف مجموعة مكونة من ستة إلى تسعة رجال، بما في ذلك سولويف، الذين نفذوا فيما بينهم أربع جرائم قتل ومحاولة قتل أخرى في مدن على ساحل البحر الأسود في روسيا، والتي نشأت عن محاولات ابتزاز من قبل زيرينوف. ويقال إن سولويف انضم إلى العصابة في عام 2012، بعد جرائم القتل الثلاث الأولى، ولكن وفقًا للمدعين العامين كان متورطًا في جريمة القتل الرابعة ومحاولة القتل التي وقعت في نفس الوقت.
وكان أول ضحيتين للقتل هما فيتالي سادوفنيتشي، مدير منتجع صحي في مدينة أنابا، وزوجته أولغا إيفانكينا. وبحسب لائحة الاتهام، قُتل كلاهما أثناء اجتماع مع زيرينوف في 24 مارس/آذار 2002 على يد اثنين من مساعديه. تم إطلاق النار على سادوفنيتشي مرتين في ظهره، بينما تم خنق زوجته أولاً ثم إطلاق النار على رأسها. ولم ترد أي ادعاءات حول تورط سولويف في الأمر. وكان سادوفنيتشي قد اشتكى قبل وفاته من تلقيه تهديدات من زيرينوف، لكن التحقيق الرسمي في ذلك الوقت فشل في تأكيد هذا الادعاء.
تم إطلاق النار على رجل الأعمال سلمان نبييف مرتين في ظهره في ساحة منزله الواقع بشارع كارل ماركس في نوفوروسيسك في 17 ديسمبر 2004. وقيل إن نبييف كان متورطًا في نزاع تجاري مع عائلة "خطيرة" لا علاقة لها بزيرينوف أو المتهم. مرة أخرى، لا يوجد أي إشارة إلى أن سولويف كان متورطا.
في 22 فبراير 2013، تم إطلاق النار على نيكولاي نيستيرينكو، رجل الأعمال وزعيم المجتمع والمرشح لمنصب سياسي، من "مسافة كبيرة" أثناء دخوله سيارته في أنابا. وأصيب نيستيرينكو في الجذع والذراع لكنه نجا، في حين قُتل سائقه على الفور. وبعد وقت قصير من محاولة الاغتيال الفاشلة، بدأت عمليات اعتقال المشتبه بهم. وفي سياق التحقيق، اعترف اثنان من المعتقلين بالتورط في جرائم قتل متعددة، بما في ذلك عميل سابق في القوات الخاصة يدعى دميتري سابوزنيكوف، الذي قال إنه سحب الزناد في كل من عمليات إطلاق النار. أشار سابوزنيكوف إلى أن سولويف هو السائق الذي تسبب في حادثة اصطدام نيستيرينكو.
تم القبض على سولويف نفسه في 26 مارس 2013 في مصحة يسينتوكي. وأشارت شهادة لاحقة من زوجة سولويف إلى أن ضباط جهاز الأمن الفيدرالي الروسي الذين ألقوا القبض عليه سرقوا واستخدموا وألحقوا الضرر بسيارة أودي A6 الرياضية التي يملكها سولويف وساعة باهظة الثمن، قبل إعادة العنصرين بعد خمسة أشهر، بينما تم سحب ما يقرب من 130 ألف روبل من حسابه المصرفي واختفت دون أثر.
وقد تعرضت قضية الادعاء وطريقة سير المحاكمة لانتقادات الصحافة الروسية. وتضمنت الانتقادات الإشارة إلى أدلة على التعذيب ضد "عدد" من المتهمين، بما في ذلك الحروق الناتجة عن الصدمات الكهربائية على جسد أحد المتهمين، وهو رجل يبلغ من العمر 60 عامًا. كما ورد أن المتهمين حُرموا من حق الوصول الكافي إلى محاميهم. وتشير التقارير إلى أن شهادة نيستيرينكو أمام المحكمة كانت غامضة وغير جوهرية، وكان نيستيرينكو نفسه قد تعرض في السابق لاتهامات بالابتزاز.
وتشير التقارير إلى وجود مشاكل في القضية التي رفعتها الدولة ضد سولويف. وشهد أحد القتلة بأن سولويف كان السائق الذي هرب من عملية قتل نيستيرينكو. لكن سولويف لم يتطابق مع أوصاف شهود العيان للسائق. علاوة على ذلك، شهد جاره بأنه التقى به في صباح يوم محاولة اقتحام منزله في الساعة 9:05 صباحًا. وقعت المحاولة في حوالي الساعة التاسعة صباحًا على بعد مئات الكيلومترات.
في وقت وفاة سولويف، تم تعليق محاكمته وتم إطلاق سراحه بكفالة بعد تشخيص إصابته بسرطان المعدة في المرحلة الرابعة.

## البطولات والإنجازات
- إم-1 العالمية
  - الفائز ببطولة العالم إم-1 العالمية لعام 2000
- 2 مقبض ساخن 2
  - 2H2H 3: الفائز ببطولة هوتر ذا هوت (Hotter Than Hot)
- بطولة العالم لفال تودو
  - الفائز ببطولة دبليو في سي 11 للوزن المتوسط

## روابط خارجية
- سجل الفنون القتالية المختلطة المهني لـ عمار سولويف على شيردوغ
- عمار سولويف على يو إف سي